# Tracheomalacie
Tracheomalacie (ook tracheamalacie, tracheomalacia of tracheamalacia), van het Oudgriekse τραχεῖα, tracheia (luchtpijp) en μαλακία, malakia (verweking), is een aandoening van de luchtpijp, waarbij deze verslapt is. Het komt vooral als aangeboren afwijking voor of als complicatie na halschirurgie, waarbij de stevigheid van de luchtpijp, die normaal door kraakbeenringen gevormd wordt, afneemt. Ook ziektes die het kraakbeen aantasten, zoals polychondritis recidivans kunnen tracheomalacie veroorzaken.